# Paul Sixsmith
Paul Sixsmith (Bolton, 22 settembre 1971) è un ex calciatore maltese, di ruolo difensore.

## Carriera

### Club
Ha giocato nella massima serie del campionato maltese con il Naxxar Lions.

### Nazionale
Ha collezionato 11 presenze con la Nazionale maltese, dal 1998 al 1999.